# Социальная модель инвалидности
Социальная модель понимания инвалидности (англ. Social model of disability) — концептуальный подход, при котором считается, что суть инвалидности заключается не в заболевании, а в существующих в обществе физических и организационных барьерах, стереотипах и предрассудках по отношению к людям с ограниченными возможностями здоровья (ОВЗ). Таким образом, инвалидность считается одной из форм социального неравенства, а люди с инвалидностью являются социально уязвимой группой. Сторонники социальной модели понимания инвалидности стремятся создать безбарьерную среду в общении, обучении и профессиональной подготовке людей с ОВЗ.
Социальный подход официально признан на государственном уровне в США, Великобритании и Швеции.

## Основные положения
Социальный подход появился как альтернатива медицинской (традиционной) модели, которая рассматривает инвалидность как свойство человека, возникшее в результате болезни, травмы или другого воздействия на его здоровье. Это свойство требует медицинской помощи и лечения у специалистов. И поэтому обществу необходимо помогать людям с инвалидностью, создавать специализированные учреждения, где они могут на доступном уровне учиться, работать, общаться и получать другие услуги. При этом людям с ОВЗ могут оказывать комплексную медицинскую, социальную и педагогическую помощь. Исследователи утверждают, что восприятие инвалидности через медицинскую модель ослабляет позицию человека с ОВЗ, снижает его социальную значимость и обособляет от общества, усугубляя его неравный социальный статус. Однако этот подход сильнее распространён в общественном сознании.
Социальная модель определяет инвалидность как ограничения в возможностях, которые возникают в результате физических, психологических, сенсорных, социальных, культурных, законодательных и других барьеров. Именно они не позволяют человеку с ОВЗ быть полноценным членом общества и принимать участие в жизни семьи или социума на равных основаниях. Данный подход подчёркивает, что ощущение ограниченных возможностей вызывает не само заболевание, а социальная дискриминация и наличие различных барьеров в обществе.
Основной целью государства в данном случае становится устранение имеющихся барьеров и реализация гражданских прав, чтобы люди с ОВЗ могли всесторонне участвовать во всех сферах жизни. При этом проблемы инвалидности как социального явления должны решаться через введение определённых ценностей, установок и стандартов: это должно защитить права и свобода людей с инвалидностью во всех сферах жизни общества.
Социальная модель понимания инвалидности положила начало процессу инклюзивного образования, при котором любому человеку, независимо от физических, интеллектуальных, социальных, эмоциональных, языковых и других особенностях, предоставляется возможность учиться в общеобразовательных учреждениях на равных. А для людей с инвалидностью или особыми образовательными потребностями создаются специальные условия: адаптируют учебные помещения, разрабатывают новые методы обучения или учебный план, изменяют методы оценки и другое. Процесс инклюзии утверждает, что общество должно обеспечить людям с инвалидностью возможность участия во всех сферах жизни.

## История
Медицинская модель понимания инвалидности преобладала до 1965 года. В 1966-м было опубликовано эссе британского учёного с инвалидностью Пола Ханта «Критическое условие». В этом труде говорилось, что люди с «дефектами» являются прямым вызовом обычным западным ценностям, поскольку воспринимаются как «несчастные, бесполезные, непохожие на остальных, угнетённые и больные». В итогах его исследования впервые было сказано, что инвалиды сталкиваются с «предубеждениями, которые выражаются в дискриминации и угнетении».
В 1976 году Союз людей с физическими дефектами против изоляции (UPIAS) дал новое определение инвалидности, основываясь на вышедших исследованиях: «Инвалидность — это препятствие или ограничение активности, вызванное современным социальным устройством, которое уделяет незначительное или не уделяет вообще никакого внимания людям, имеющим физические дефекты, и таким образом исключает их участие в основной социальной деятельности общества». Таким образом, инвалидность была впервые определена через ограничения, созданные социумом. В 1983 году британский социолог Майк Оливер на основании работ Пола Ханта и организации UPIAS впервые дал определение «социальной модели инвалидности». В развитие этого подхода большой вклад внесли британские и американский учёные Вик Финкельштейн, Колин Барнс, Гербен Ди Джонг и другие.
В 2006 году социальная модель понимания инвалидности была закреплена в Конвенции ООН о правах инвалидов: «инвалидность является результатом взаимодействия, которое происходит между имеющими нарушения здоровья людьми и отношенческими и средовыми барьерами и которое мешает их полному и эффективному участию в жизни общества наравне с другими». Этот международный документ накладывает на государство особые обязательства: оно обязано реализовывать права людей с ОВЗ в основных сферах социальной жизни — образовании, здравоохранении, рынке труда, социальной защите и других.

## Ситуация в России
Россия подписала конвенцию в том же году, однако ратифицировала её только в 2012-м, выпустив в мае № 46-ФЗ «О ратификации Конвенции о правах инвалидов». На тот момент в стране уже год действовала государственная программа «Доступная среда», в рамках которой людям с инвалидностью должна создаваться безбарьерная среда, доступность транспорта, социальных и общественных учреждений, объектов спорта и культуры. Дополнительно в 2011—2015 годах был принят ряд федеральных законов, направленных на снижение неравенства людей с ОВЗ, внесены поправки в законы об образовании, социальной защите и обслуживании, о туристической деятельности.
Несмотря на признание Россией конвенции, накладываемые последней требования по труду и занятости, по образованию и в сфере доступности здравоохранения слабо распространены в стране и отражены в её законодательстве и государственных программах.